# Кросинговър
Кросинговър представлява обмяна на съответни участъци между несестрински хроматиди на хомоложни хромозоми по време на мейоза.
По-дългите хромозоми се прекръстосват по-често. Вероятността за осъществяване на кросинговър зависи и от разстоянието между гените: колкото то е по-голямо, толкова и вероятността за кросинговър е по-голяма.
Мястото, където е протекъл кросинговър, и в което майчините и бащините хромозоми остават свързани, се нарича хиазма.
Съществува мерна единица за определяне на разстоянието между гените. Тя се нарича „морганид“ в чест на Томас Морган. Един морганид е разстоянието, при което между два скачени гена се осъществява кросинговър с честота 1%. Измерването на разстоянието между гените въз основа на степента на скачването им се използва за изготвяне на т.нар. хромозомни (генетични) карти. Те показват последователността, в която са подредени гените по дължината на хромозомата.
По отношение на еволюцията на организмите кросинговърът има съществено значение. Благодарение на него се получават нови, различни от родителските, съчетания на гени в поколението, което може да доведе до увеличаване на приспособителните способности на потомците.